# Coupe CERS 2017-2018
Navigation
Édition précédente Édition suivante
La Coupe CERS 2017-2018 est la 38e édition d'une compétition de rink hockey organisée par le CERH, le Comité Européen de Rink-Hockey. Il s'agit de la seconde plus importante compétition européenne de rink hockey, derrière la ligue européenne. Elle regroupe les meilleurs clubs européens qui n'ont pas pu participer à cette autre compétition.
Le vainqueur de l'édition est le club espagnol de Lleida Llista. Les Espagnols l'emportent face au club portugais d'OC Barcelos, double tenant en titre de la compétition.

## Participants
Chaque fédération nationale affiliée au CERS peut inscrire au maximum 5 clubs dans la compétition. Cependant, le club champion national ne peut participer à la Coupe CERS, car il doit s'engager dans la Ligue Européenne.

## Déroulement
Un tour préliminaire est joué entre les équipes les moins bien classées au niveau européen.

Le tour préliminaire se joue en matchs aller et retour.

## Phase éliminatoire

### Tour préliminaire
32 équipes participent  au tour préliminaire en matchs aller et retour les 4 novembre et 25 novembre 2017.
| Équipe 1           | Score | Équipe 2            | Aller | Retour |
| ------------------ | ----- | ------------------- | ----- | ------ |
| IGR Remscheid      | 5-14  | CP Voltregà         | 4-6   | 1-8    |
| US Coutras         | 5-10  | CE Vendrell         | 3-5   | 2-5    |
| RESG Walsum        | 5-12  | Lleida Llista       | 3-5   | 2-7    |
| OC Barcelos        | 22-9  | RSC Uttigen         | 12-3  | 10-6   |
| CE Noia            | 21-5  | RSC Darmstadt       | 11-2  | 10-3   |
| Valença HC         | 8-4   | RHC Wolfurt         | 5-1   | 3-3    |
| Hockey Valdagno    | 10-6  | SK Herringen        | 4-2   | 6-4    |
| RHC Soham          | 2-8   | CS Noisy le Grand   | 1-4   | 1-4    |
| Herne Bay          | 5-17  | RHC Dornbirn        | 3-10  | 2-7    |
| Juventude de Viana | 13-1  | TuS Düsseldorf-Nord | 7-1   | 6-0    |
| RHC Diessbach      | 9-10  | SCRA Saint-Omer     | 6-3   | 3-7    |
| Hockey Sarzana     | 3-9   | Igualada HC         | 1-3   | 2-6    |
| SC Tomar           | 10-5  | SA Mérignac         | 4-4   | 6-1    |
| RHC Uri            | 6-12  | Correggio Hockey    | 1-6   | 5-6    |
| Nantes ARH         | 3-10  | Hockey Breganze     | 2-4   | 1-6    |
| Genève RHC         | 5-6   | HC Turquel          | 3-5   | 2-1    |

Lucas Karschau, capitaine du SK Germania Herringen, est incertain pour le match retour. Même si son club a perdu sur un écart de deux buts à l'aller face aux italiens, l'entraineur souligne que deux buts peuvent être très vite remontables dans la pratique du hockey.

### Huitième de finale
16 équipes participent aux huitièmes de finale qui se déroulent en match aller-retour, le 9 décembre 2017 et le 13 janvier 2018.
| Équipe 1          | Score | Équipe 2           | Aller | Retour |
| ----------------- | ----- | ------------------ | ----- | ------ |
| Hockey Valdagno   | 7-9   | SC Tomar           | 6-6   | 1-3    |
| Hockey Breganze   | 18-4  | RHC Dornbirn       | 9-2   | 9-2    |
| Igualada HC       | 5-7   | Lleida Llista      | 4-3   | 1-4    |
| HC Turquel        | 7-4   | SCRA Saint-Omer    | 2-1   | 5-3    |
| CS Noisy le Grand | 6-9   | Correggio Hockey   | 2-2   | 4-7    |
| CE Vendrell       | 4-5   | Juventude de Viana | 3-1   | 1-4    |
| CE Noia           | 2-4   | OC Barcelos        | 1-1   | 1-3    |
| CP Voltregà       | 6-3   | Valença HC         | 5-1   | 1-2    |

### Quarts de finale
8 équipes participent aux quarts de finale qui se déroulent en match aller-retour, le 17 février et le 10 mars 2017.
| Équipe 1           | Score | Équipe 2        | Aller | Retour |
| ------------------ | ----- | --------------- | ----- | ------ |
| Lleida Llista      | 8-6   | SC Tomar        | 4-2   | 4-4    |
| Correggio Hockey   | 9-10  | CP Voltregà     | 6-6   | 3-4    |
| HC Turquel         | 7-9   | Hockey Breganze | 4-5   | 3-4    |
| Juventude de Viana | 6-10  | OC Barcelos     | 2-5   | 4-5    |

## Final Four
Un nouveau tirage est effectué pour désigner les demi-finales et la finale qui se jouent au cours d'un Final Four, à Lérida (Espagne), sur une seule rencontre à élimination directe.
|  | Demi-finales    | Demi-finales  |               |       | Finale | Finale |
|  |                 |               |               |       |        |        |
|  | 28 avril 2018   |               |               |       |        |        |
|  |                 |               |               |       |        |        |
|  | CP Voltregà     | 2             |               |       |        |        |
|  | CP Voltregà     | 2             | 29 avril 2018 |       |        |        |
|  | OC Barcelos     | 5             |               |       |        |        |
|  | OC Barcelos     | 5             | OC Barcelos   | 2 (0) |        |        |
|  | 28 avril 2018   |               | OC Barcelos   | 2 (0) |        |        |
|  |                 | Lleida Llista | 2 (1)         |       |        |        |
|  | Lleida Llista   | Lleida Llista | 2 (1)         | 4     |        |        |
|  | Lleida Llista   |               |               | 4     |        |        |
|  | Hockey Breganze | 3             |               |       |        |        |
|  | Hockey Breganze | 3             |               |       |        |        |

La finale oppose le club de Lleida Llista situé en Espagne, face au club d'OC Barcelos venant du Portugal. Les portugais sont doubles tenants en titre de la compétition et concourent pour l'obtention d'un troisième titre consécutif. Ils ont auparavant gagné l'édition de 1995 et ne se sont inclinés en finale qu'une seule fois face au HC Liceo en 1999. Face à eux, le club espagnol a des résultats en retrait. La seule participation du club en finale se termine par une défaite face au Reus Deportiu en 2003.
Guimaraes inscrit un premier but pour les portugais sur un tir du milieu de terrain à la 18e minute. Puis de retour des vestiaires, Joao Almeida double la marque pour Barcelos qui mène alors deux buts à rien. Andreu Tomàs réduit le score sur pénalty. Dario Giménez après avoir manqué un pénalty parvient à égaliser. Le score n'évolue plus jusqu'aux prolongations. Les deux équipes, tendues en raison de l'absence de droit à l'erreur, ne produisent plus de jeu. Le match se termine alors sur une séance de tirs au but, dont l'issue est favorable au club espagnol de Lleida.
Les joueurs paradent ensuite dans la ville de Lleida au sein d'un bus pour fêter le premier titre international du club.

## Liens
- la Ligue européenne 2017-2018
- Le classement européen des clubs de rink hockey